# Eternal Flame
Eternal Flame est une chanson des Bangles extraite de l'album Everything sorti en 1988.

## Production
Inspirée par un voyage du groupe à Graceland sur la tombe d'Elvis Presley, la chanson a été écrite en collaboration par Susanna Hoffs et un duo d'auteurs-compositeurs réputés, Tom Kelly et Bill Steinberg, qui avaient notamment à leur actif Like a Virgin et True Colors. Susanna Hoffs a confirmé plus tard que, pour accroître l'expression de vulnérabilité de son interprétation, le producteur Davitt Sigerson l'avait convaincue d'enregistrer nue, en lui racontant que sa consœur Olivia Newton-John obtenait ainsi ses meilleures performances,. Il s'agissait d'un canular, mais la chanteuse trouva l'expérience assez concluante pour enregistrer de la même façon la plupart de ses parties vocales sur l'album.

## Performance dans les hits-parades
| Classement (1989)                          | Meilleure position |
| ------------------------------------------ | ------------------ |
| Allemagne (Media Control AG)               | 4                  |
| Australie (ARIA)                           | 1                  |
| Autriche (Ö3 Austria Top 40)               | 3                  |
| Belgique (VRT Top 30)                      | 1                  |
| France (SNEP)                              | 5                  |
| Irlande (Irish Recorded Music Association) | 1                  |
| Norvège (VG-lista)                         | 1                  |
| Nouvelle-Zélande (RMNZ)                    | 4                  |
| Pays-Bas (Nederlandse Top 40)              | 1                  |
| Royaume-Uni (UK Singles Chart)             | 1                  |
| Suède (Sverigetopplistan)                  | 1                  |
| Suisse (Schweizer Hitparade)               | 2                  |
| États-Unis (Hot 100)                       | 1                  |
| États-Unis (Adult Contemporary)            | 1                  |

## Version d’Atomic Kitten
Singles de Atomic Kitten
Whole Again
(2001) You Are
(2001)
Whole Again Tomorrow and Tonight
En 2001, le groupe anglais Atomic Kitten reprend le titre Eternal Flame.

### Formats et liste des pistes
Royaume-Uni CD1
1. Eternal Flame - 3:15
2. Right Now (Jenny Frost Version) - 3:35
3. Right Now (K-Klass Phazerphunk Club Mix) - 7:22
4. Eternal Flame (Blacksmith RnB Club Dub) - 3:55
5. Right Now (Video)

 Royaume-Uni CD2
1. Eternal Flame - 3:15
2. Album Medley - 5:30
3. Eternal Flame (Blacksmith RnB Club Rub) - 3:54
4. Eternal Flame (Video)

 Royaume-Uni Cassette
1. Eternal Flame - 3:15
2. Album Medley - 5:30
3. Dancing In The Street - 3:39

### Classement et certifications
| Classement (2001)                     | Meilleure position |
| ------------------------------------- | ------------------ |
| Australie Classement single           | 47                 |
| Autriche Classement single            | 3                  |
| Belgique Classement single (Flandre)  | 1                  |
| Belgique Classement single (Wallonie) | 18                 |
| Canada Hot 100                        | 15                 |
| Danemark Classement single            | 12                 |
| Pays-Bas Top 40                       | 9                  |
| Europe Single Hot 100                 | 4                  |
| France Classement single              | 2                  |
| Allemagne Classement single           | 5                  |
| Irlande Classement single             | 2                  |
| Nouvelle-Zélande Classement single    | 1                  |
| Norvège Classement single             | 13                 |
| Portugal Classement single            | 5                  |
| Espagne Classement single             | 19                 |
| Suède Classement single               | 2                  |
| Suisse Classement single              | 9                  |
| Royaume-Uni Classement single         | 1                  |

| Pays             | Certification | Exemplaires vendus |
| ---------------- | ------------- | ------------------ |
| France           | Or            | 268 000            |
| Nouvelle-Zélande | Or            | 7 500              |
| Suède            | Or            | 30 000             |
| Royaume-Uni      | Or            | 412 501            |

| Classement (2001)                     | Position |
| ------------------------------------- | -------- |
| Autriche Classement single            | 22       |
| Belgique Classement single (Flandre)  | 28       |
| Belgique Classement single (Wallonie) | 99       |
| France Classement single              | 32       |
| Irlande Classement single             | 25       |
| Nouvelle-Zélande Classement single    | 40       |
| Suisse Classement single              | 59       |
| Royaume-Uni Classement single         | 15       |